# Lo-Fi
Lo-Fi (лоу-фай, от англ. low fidelity — низкое качество) — направление в музыке, для которого характерно низкое качество звука, при котором элементы, обычно рассматриваемые как недостатки в контексте записи или исполнения, присутствуют, иногда как преднамеренный выбор. Стандарты качества звука и музыкального производства развивались на протяжении десятилетий, поэтому некоторые старые примеры Lo-Fi, возможно, изначально не были признаны таковыми. Lo-Fi начали признавать как стиль популярной музыки в 1990-х годах, когда его стали называть «музыкой DIY» (от Do it Yourself — «сделай сам»).

## История
В самом грубом виде Lo-Fi был примитивистским и реалистичным в 1980-х годах, постмодернистским в 1990-х и архаичным в 2000-х (At its most crudely sketched, lo-fi was primitivist and realist in the 1980s, postmodern in the 1990s, and archaicist in the 2000s.)
Феномен Lo-Fi стал альтернативой звуковой эстетике Hi-Fi, для которой было характерно стремление к наиболее точному звуковому воспроизведению, близкому к оригиналу. Идеи Lo-Fi получили распространение в 1980-х годах и привели к созданию одноимённого самостоятельного направления в музыке. Его апологеты намеренно возражали против сложного и длительного процесса звукозаписи, к тому же сопряжённого с большими финансовыми тратами. Вместо этого они ориентировались на «гаражное» творчество шестидесятых годов, в котором сохранялся дух спонтанности, присущий живым концертным выступлениям.
Вместо долгих студийных сессий, изобиловавших многочисленными наложениями, редактированием партий и устранением недостатков, Lo-Fi-музыканты предпочитали записывать всё сразу и минимизировать дальнейшие вмешательства в запись. Зачастую альбомы записывались не в профессиональных студиях, а в домашних или полуподвальных условиях. Музыканты не ставили перед собой цель выглядеть и звучать лучше, чем на самом деле, а стремились сохранить естественность звучания.
К приверженцам Lo-Fi-эстетики В 1980-е годов относят американские группы R.E.M., Pussy Galore, Beat Happening, Royal Trux, британские коллективы постпанка, новозеландцев The Chills и The Clean. Они издавали свои альбомы не на крупных лейблах, а в небольших андеграундных независимых компаниях, выпуская собственные диски и пластинки небольшими тиражами. В 1990-е годы направление Lo-Fi вновь получило популярность, среди его представителей можно выделить Sebadoh, Silver Jews и Pavement. Кроме того, даже несмотря на технический прогресс, Lo-Fi-звучание начали эмулировать даже обеспеченные исполнители в профессиональных студиях, например, Лиз Фэр и Бек. В то же время, ответом на «низкокачественное» звучание стал стиль чеймбер-поп, для которого были характерны богатое звучание, сложные и насыщенные аранжировки.

## Bedroom pop
Понятие «bedroom musicians» («музыканты в спальне») расширилось после появления портативных компьютеров во многих формах популярной или авангардной музыки и с годами появилась тенденция объединять всю музыку, записанную дома, под зонтиком «lo-fi». «Bedroom pop» свободно описывает музыкальный жанр или эстетику, в которой группы записываются дома, а не в традиционных помещениях для записи. Он также имеет коннотацию DIY. К 2010-м годам журналисты без разбора применяли «bedroom pop» к любой музыке, которая звучала «нечётко». В 2017 году Энтони Кэрью из About.com утверждал, что термин «lo-fi» обычно неправильно используется как синоним «тёплого» или «пробивного», в то время как его следует применять к музыке, которая «звучит так, будто записана на сломанный автоответчик».